# Гурская, Раиса Георгиевна
Гурская Раиса Георгиевна (род. 3 октября 1957, Кривой Рог, Днепропетровская область) — советская пловчиха в ластах.

## Карьера
Родилась 3 октября 1957 года в городе Кривой Рог
Выступала за севастопольский 44-й спортивный клуб Черноморского флота.
Двукратная чемпионка мира, двукратная вице-чемпионка мира, пятикратная чемпионка Европы. Многократная чемпионка СССР и Украинской ССР. Установила 13 мировых рекордов.
В 1984 году окончила Криворожский горнорудный институт.
Проживает в Севастополе.